# Рогір ван Арде
Рогі́р ван А́рде (нід. Rogier van Aerde; 4 жовтня 1917, Роттердам — 8 листопада 2007, Апелдорн) — нідерландський письменник та журналіст.

## Біографія
Його дебютний роман 1941 року «Каїн» (Kaïn) швидко здобув успіх у читачів, а нідерландський поет і публіцист Антон ван Дейнкернен писав, що це був «майстерний дебют». Автор роману «Замах» про політичне вбивство Степана Бандери.
Твори ван Арде були заборонені в окупованих нацистами Нідерландах. Автор був арештований гестапо та ув'язнений в концтабір.
У 2007 році у некролозі нідерландського часопису Trouw було сказано:
«Kaïn мав великий успіх та навіть перекладався, але Франс ван Реєн не одержав за нього ані копійки. Як і його батько Аад ван Реєн, він не мав ділової хватки… Крім того, книга була заборонена німцями за „єврейський дух“. Вони перевіряли письменника і на „арійське“ походження».
У нацистському концтаборі в 1944 р. письменник познайомився з українцями. Знайомство з історією та культурою України лягло в основу його роману «Замах» («Щось краще, ніж смерть»), присвяченому політичному вбивству Степана Бандери, одного з лідерів українського націоналізму, агентом КДБ Богданом Сташинським. Головний герой «Замаху» Степан Бандера прагне вибороти незалежність рідної держави, вдаючись до засобів, які вважає єдино виправданими та єдино доцільними в ситуації, що склалася на момент початку Другої Світової Війни.
У дальших творах «Голос у пустелі» (1947), «Страсті Христові» (1952) письменник повертався до біблійної тематики. На історичну тематику ван Арде написав роман «Стенька Разін» (1948), де романтизував російського повстанця 17 століття, який бунтує проти несправедливого царя, а в «Бідному родичі» (1956) поетизував біографію французького поета Поля Верлена.
Як журналіст Рогір ван Арде писав репортажі до провідних видань Нідерландів — De Volkskrant, Katholieke Illustratie, пізніше дописував до Margriet і Nieuwe Revu.

## Твори
- 1941 — «Kaïn» (Каїн)
- 1943 — «Stem in de woestijn» (Голос у пустелі)
- 1946 — Bezet gebied (Окуповані території)
- 1951 — Nooddorp (Нооддорп)
- 1955 — Manon van de bronnen (Манон із джерел)
- 1956 — Vogel zonder nest (Птах без гнізда)
- 1964 — Iets beters dan de dood (Щось краще, ніж смерть | Замах)
- 1978 — Als je kind je lief is. Opvoeding in de eerste levensjaren (Коли солодко вашій дитини. Освіта в ранньому дитинстві)
- 1978 — Voor wie anders. Roman (Хтось ще. Роман)